# ولرکی
ولرکی (به فرانسوی: Velorcey) یک کمون در فرانسه است که در Canton of Saulx واقع شده‌است.

## خصوصیات
ولرکی ۶٫۱۸ کیلومترمربع مساحت و ۱۸۰ نفر جمعیت دارد.